# Adam Deans
Adam Deans (nascido em 16 de junho de 1988) é um atleta paralímpico australiano que compete na modalidade basquetebol em cadeira de rodas. Foi integrante da equipe Rollers que conquistou a medalha de ouro no Campeonato Mundial de Basquetebol em Cadeira de Rodas de 2014 em Incheon. Foi selecionado para disputar os Jogos Paralímpicos de Verão de 2016 no Rio de Janeiro, onde sua equipe, os Rollers, terminou na sexta colocação.